# Rozhen-observatoriet
Rozhen-observatoriet (bulgariska: Национална астрономическа обсерватория - Рожен, НАО-Рожен), eller Bulgariens nationella astronomiska observatorium, är ett observatorium i Bulgarien.
Minor Planet Center listar observatoriet som upptäckare av 10 asteroider.
Asteroiden 6267 Rozhen är uppkallad efter observatoriet.

## Asteroider upptäckta av Rozhen-observatoriet
| 3546 Atanasoff   | 18 juni 1983      |
| 3952 Russellmark | 14 mars 1986      |
| 4400 Bagryana    | 24 augusti 1985   |
| 4477 Kelley      | 28 september 1983 |
| 4583 Lugo        | 1 september 1989  |
| 4891 Blaga       | 4 april 1984      |
| 8260 Momcheva    | 23 september 1984 |
| 10059 McCullough | 21 mars 1988      |
| (19957) 1985 QG4 | 24 augusti 1985   |
| (24653) 1986 RS5 | 3 september 1986  |